# 薄桜鬼 (テレビドラマ)
『薄桜鬼』（はくおうき）は、女性向け恋愛アドベンチャーゲーム『薄桜鬼 〜新選組奇譚〜』を原作とし、2022年1月7日から3月11日までWOWOWプライムおよびWOWOWオンデマンドで放送・配信されたテレビドラマ。主演は崎山つばさ。

## キャスト
土方歳三
演 - 崎山つばさ
本編の主人公。新選組副長。
雪村千鶴
演 - 若柳琴子
行方不明になっている父親を探す男装の女性。
斎藤一
演 - 矢野聖人
新選組三番組組長。
沖田総司
演 - 金井成大
新選組一番組組長。
山崎蒸
演 - 永田崇人
新選組諸士調役兼監察。
藤堂平助
演 - 福山康平
新選組八番組組長。
原田左之助
演 - 時任勇気　
新選組十番組組長。
永倉新八
演 - 才川コージ
新選組二番組組長。
風間千景
演 - 伊万里有
「鬼の一族」の1人。
山南敬助
演 - 中林大樹
新選組総長。
近藤勇
演 - 田中幸太朗
新選組局長。

## スタッフ
- 原作 - オトメイト（アイディアファクトリー / デザインファクトリー）
- 監督 - 六車雅宣、西片友樹
- 脚本 - 保木本真也
- 音楽 - 諸橋邦行[4]
- 主題歌 - 吉岡亜衣加「誓ノ花片」
- プロデューサー - 佐藤圭介、山本和夫[4]
- 協力プロデューサー - 森井敦[4]
- 制作プロダクション - ドラマデザイン社
- 制作協力 - 東映京都撮影所

## 放送日程
| 話数   | 放送日  | サブタイトル | 監督     |
| ------ | ------- | ------------ | -------- |
| 第一話 | 1月07日 |              | 六車雅宣 |
| 第二話 | 1月14日 |              | 六車雅宣 |
| 第三話 | 1月21日 |              | 六車雅宣 |
| 第四話 | 1月28日 |              | 六車雅宣 |
| 第五話 | 2月04日 |              | 六車雅宣 |
| 第六話 | 2月11日 |              | 西片友樹 |
| 第七話 | 2月18日 |              | 西片友樹 |
| 第八話 | 2月25日 |              | 西片友樹 |
| 第九話 | 3月04日 |              | 西片友樹 |
| 第十話 | 3月11日 |              | 西片友樹 |